# Pont de pierre (Aoste)
Pour les articles homonymes, voir Pont de pierre.
Le pont de pierre d’Aoste est un monument remontant à l'époque romaine, situé environ à 150 mètres de l'Arc de triomphe d'Auguste, près du faubourg du même nom.

## Histoire
Il fut érigé à l'époque de la fondation d'Augusta Prætoria Salassorum (24 av. J.-C.) afin de permettre le franchissement du Buthier. Ce ruisseau de montagne s'écoulait alors plusieurs centaines de mètres plus à l'ouest qu'aujourd'hui, si bien que ce vieil ouvrage d'art ne franchit plus aujourd'hui qu'un lit à sec.
Le Pont de Pierre jouait un rôle éminemment stratégique dans le réseau routier romain, Aoste commandant la route des Gaules par le Col du Grand-Saint-Bernard et le Col du Petit-Saint-Bernard. Dans le sens sud-ouest, la voie romaine conduisait par la Plaine du Pô au bout de la vallée à un autre pont de pierre, le pont Saint-Martin en parfait état.

## Description
Il est composé d'une travée unique surbaissée, s'appuyant sur des fondations en poudingue, une roche sédimentaire locale, extraite dans les grottes le long de la Doire Baltée. Les tympans ont été maçonnés avec un ciment romain de haute qualité. Cet ouvrage voûté offre une portée de 17,10 m sur une largeur de 5,90 m (parapets inclus). Formée de parpaings massifs, la voûte est d'un élancement hardi au regard du canon des constructeurs romains (rapport largeur/hauteur de 3 pour 1).
Au Moyen Âge, à l’occasion d'une inondation exceptionnelle, le cours du Buthier fut déplacé légèrement vers l'ouest. Sous ce pont continua à couler un canal moins important qui s'assécha par la suite. Le pont perdit ainsi sa fonction et a été enterré partiellement au cours des siècles. Il n'a été mis au jour que récemment, dans le cadre de revalorisation du quartier du pont de pierre, l'un des plus anciens et des plus caractéristiques d'Aoste.

## Galerie de photos

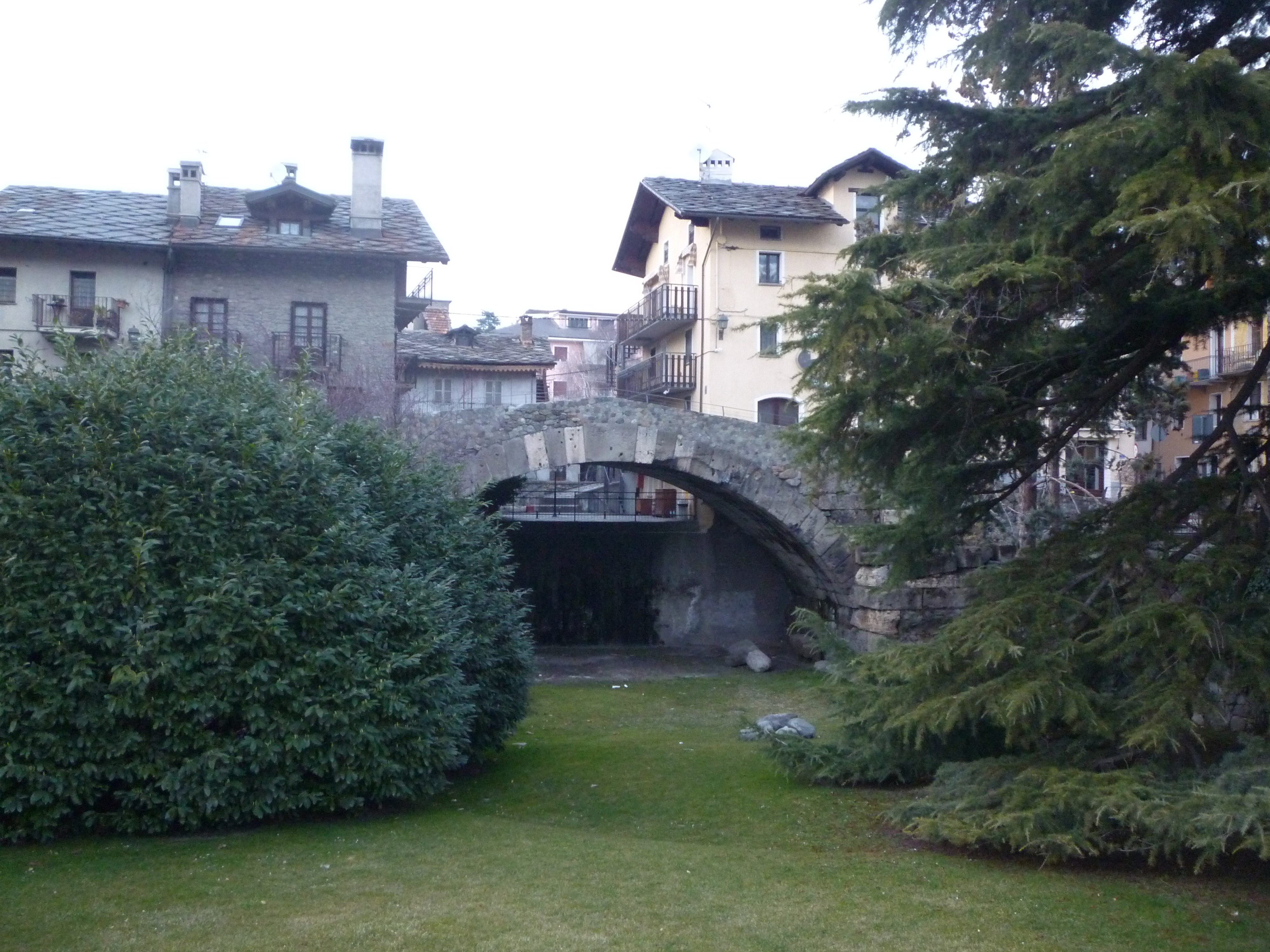
Le pont vu de l'avenue d'Ivrée (côté sud)
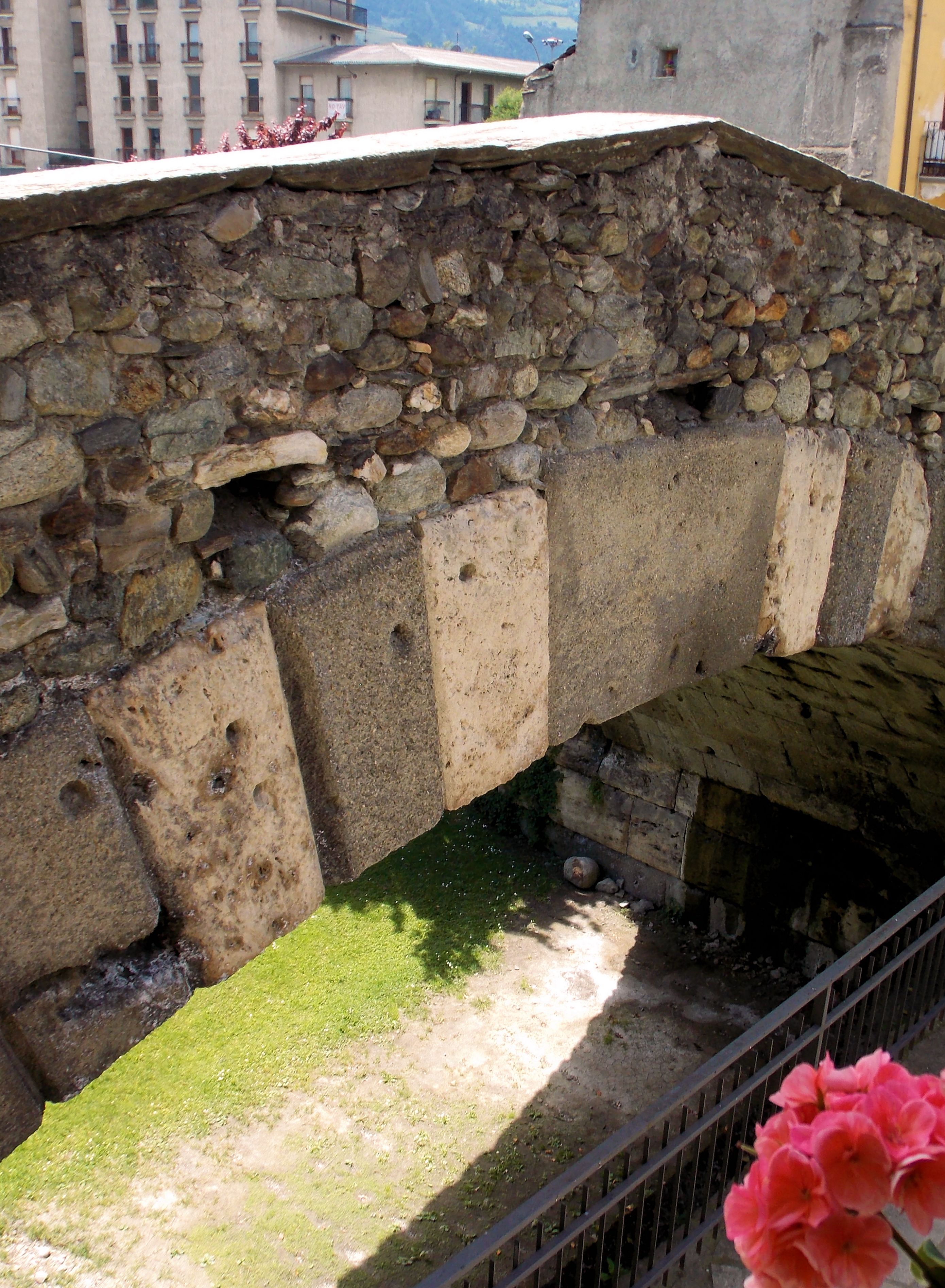
Détail de la voûte depuis l'hôtel Cecchin
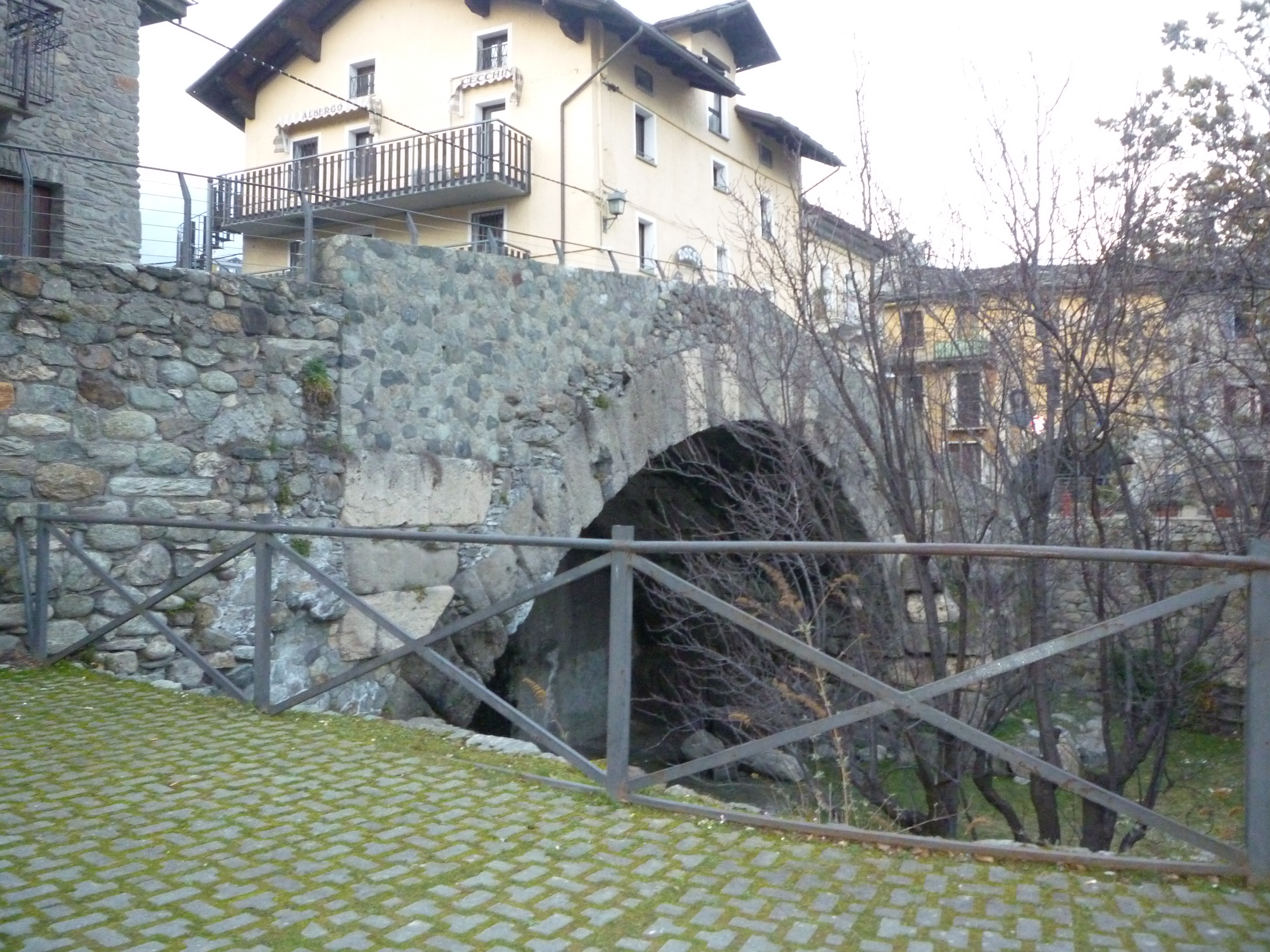
La voûte vue du côté sud